# 크리스토페르 1세

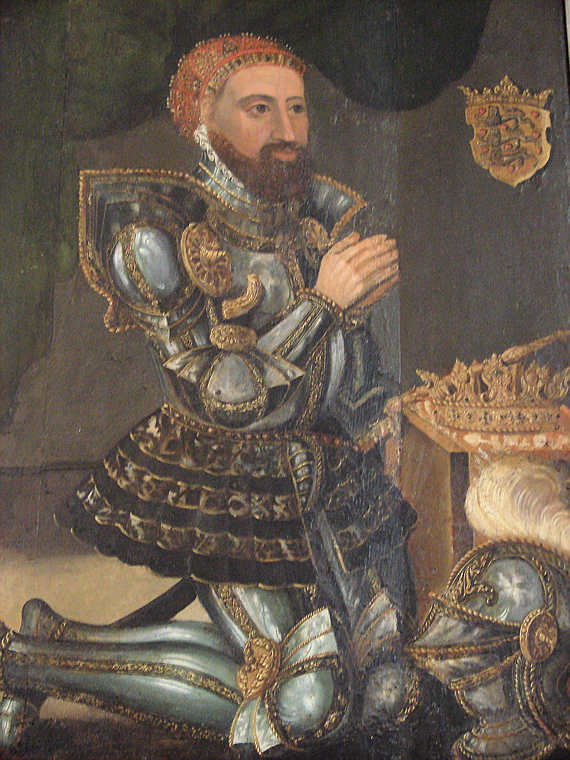
크리스토페르 1세

크리스토페르 1세(덴마크어: Christoffer I, 1219년 ~ 1259년 5월 29일)는 덴마크의 국왕(재위: 1252년 ~ 1259년)이다.

## 생애
에스트리센가(Estridsen) 출신이다. 발데마르 2세 국왕과 그의 두 번째 아내인 포르투갈의 베렝가리아(Berengaria) 사이에서 태어났다. 1248년에는 포메라니아의 삼보르 2세(Sambor II) 백작의 딸인 마르가레테 삼비리아(Margrethe Sambiria)와 결혼했으며 슬하에 3명의 자녀를 두었다.
1252년 여름에 자신의 형인 아벨 국왕이 살해당하면서 덴마크의 국왕으로 추대되었다. 1252년 크리스마스(12월 25일)에 룬드 성당에서 덴마크의 크리스토페르 1세 국왕으로 즉위했다.
덴마크의 국왕으로 즉위한 이후에는 자신의 형이었던 에리크 4세가 아벨에 의해 살해당했음을 밝혔을 정도로 에리크 4세의 시성을 위해 노력했다. 특히 아벨의 후손들을 덴마크의 왕위 계승 대상에서 제외시켰으며 자신의 후손들이 왕위를 계승하는 것을 보장받기 위해 노력했다.
재위 기간 동안에는 자신에 반대하는 세력들과의 투쟁이 끊이지 않았다. 1253년에는 아벨의 아들인 발데마르 아벨쇤(Valdemar Abelsøn)을 슐레스비히의 발데마르 3세(Valdemar III) 공작으로 임명하면서 전면적인 내전을 피할 수 있었지만 그에 대한 음모와 배반은 계속되었다. 또한 슐레스비히, 홀슈타인을 포함한 윌란반도 남부가 한때 국왕의 통치 범위에서 벗어나기도 했다.
크리스토페르 1세 국왕은 아벨의 가족과 밀접한 관계를 맺고 있던 야코브 에를란센(Jacob Erlandsen) 룬드 대주교와 적대 관계에 있었다. 크리스토페르 1세는 다른 지주와 마찬가지로 교회에도 세금을 부과했다. 그렇지만 야코브 대주교는 세금을 납부하는 것을 거부했고 교회에 속한 농민들에게 국왕에 대한 봉사를 금지시켰다. 1256년과 1258년에는 크리스토페르 1세 국왕의 새로운 세금 징수 조치에 대항하는 농민 봉기가 일어났다.
1257년 슐레스비히의 발데마르 3세 공작이 사망하자 자신의 동생인 에리크 아벨쇤(Erik Abelsøn)이 슐레스비히 공작위를 승계하는 것을 저지하려고 했다. 그렇지만 독일 북부 지역의 백작들이 반란을 일으키면서 남윌란으로 도망치고 만다.
1259년 5월 29일 성찬 과정에서 독이 든 포도주를 마시면서 사망했으며 그의 시신은 리베 성당에 안치되었다. 그의 왕위는 아들인 에리크(Erik, 에리크 5세)가 승계받았다.
| 전임 아벨 | 덴마크의 국왕 1252년 ~ 1259년 | 후임 에리크 5세 |